# Woodside (Bedfordshire)
Pour les articles homonymes, voir Woodside.
 (février 2025).
Si vous disposez d'ouvrages ou d'articles de référence ou si vous connaissez des sites web de qualité traitant du thème abordé ici, merci de compléter l'article en donnant les références utiles à sa vérifiabilité et en les liant à la section « Notes et références ».
Woodside est un hameau du Central Bedfordshire. 
Il est probable que la localité a été établie au début du Moyen Âge par le défrichement de l'extrémité nord du bois de Caddington par des paysans à la recherche de terres (d'où le nom Woodside).